# Panthea atrescens
Panthea atrescens är en fjärilsart som beskrevs av Mcdunnough 1942. Panthea atrescens ingår i släktet Panthea och familjen Pantheidae. Inga underarter finns listade i Catalogue of Life.